# Isser Bééri
Pour les articles homonymes, voir Bééri.
 (janvier 2020).
Si vous disposez d'ouvrages ou d'articles de référence ou si vous connaissez des sites web de qualité traitant du thème abordé ici, merci de compléter l'article en donnant les références utiles à sa vérifiabilité et en les liant à la section « Notes et références ».
Isser Bééri (1901-1958) est chef du Service de renseignement (SHA'Y) lors de la création de l'État d'Israël et chef du renseignement militaire au grade de lieutenant-colonel. Dans les mois qui suivent la Déclaration d'indépendance de l'État d'Israël, deux hommes, Meir Tobianski et Ali Qassem sont exécutés sur ses ordres (la peine de mort est illégale), ce qui lui vaut d'être soupçonné de trahison. En janvier 1949, la cour martiale le destitue pour l'exécution d'Ali Kassem et en novembre 1949, il est reconnu coupable d'avoir fait tuer Tobianski, et est condamné symboliquement.

## Biographie
Il naît à Będzin dans l'Empire russe le 30 janvier 1901. Il est diplômé du lycée en Pologne. Sioniste convaincu, il émigre en Palestine mandataire en 1921 et s'enrôle dans la Haganah cette même année. Il rejoint le bataillon du travail de Jérusalem, devient membre du kibboutz Artzi et proche du parti politique Mapam. 
Il est l'un des « six de Bedzin » à fonder une communauté à Migdal. En 1925, il travaille comme entrepreneur en construction à Haïfa. Après avoir contracté des dettes pour ses ouvriers, il quitte le pays et retourne en Pologne en 1929. En 1938, il devient membre de comité permanent et commandant de la Haganah dans la région de Kfar-Guiladi. Après le départ à la retraite de Haim Slavin en mars 1944, il est nommé responsable de l’industrie militaire et occupe son poste jusqu’au début de 1945 puis dirige l'usine, « Naaman », jusqu'au début de 1947.
En février 1947, il s'engage dans le service de renseignement de la Haganah à Haïfa et, en février 1948, il est nommé à la tête de la SHA'Y. 
Au siège du SHA'Y, Bééri est surnommé « Isser le Grand », à la fois parce qu'il était grand et pour le distinguer du « petit Isser », Isser Harel. Le 30 juin 1948, le SHA'Y est dissout et il devient officier de renseignement des Forces de défense israéliennes. Il est nommé à la tête du département, avec le grade de lieutenant-colonel (à l'époque, il avait le grade de colonel) 
En tant que chef du département du renseignement, il réorganise les services secrets et les services de renseignements israéliens selon une répartition des zones encore en vigueur aujourd'hui : les renseignements militaires (maintenant les services militaires) et le renseignement à l’étranger (le Mossad) et le Shin Bet.
En décembre 1948, Bééri rédige le document Réglementation des relations entre presse et censure, qui sert de base à l'« Accord de censure » et définit la latitude sécuritaire permise à la presse israélienne.
Au début de 1949, l'enquête de l'avocat général militaire sur les accusations de Bééri contre Abba Hushi pour coopération avec les autorités du mandat britannique prend fin. Il estime que Bééri a falsifié des télégrammes contre Hushi, et il lui a donc été intimé de se retirer de l'armée sans le grade qui lui avait été accordé, ce que Bééri accepte.
En juillet 1949, il est arrêté dans le cadre de l'affaire Meir Tobiansky. Au même moment, une enquête est ouverte contre lui dans le cas de torture d'Amster.
Le 11 août 1949, il fait l'objet d'une mise en examen pour le meurtre de Tobianski. Lors de l'interrogatoire, Bééri demande à être jugé devant un tribunal militaire et affirme avoir agi conformément aux instructions qui lui avaient été données et en raison de son poste. Au cours du procès, l'avocat de la défense et le procureur requiert une punition symbolique uniquement. Le 22 novembre 1949, le tribunal déclare Bééri coupable, mais statue qu'il n'y a pas de « faute morale » dans ses actions et qu'il n'avait aucune intention malveillante. En conséquence, Bééri est condamné à un jour d'emprisonnement et à une amende d'un shekel (unité monétaire d'Israël).
Isser Bééri meurt le 1er janvier 1958 d'une crise cardiaque.

## Affaires
Au cours de son mandat dans le SHA'Y et le département du renseignement, le nom de Bééri est lié à quatre épisodes controversés :
- Assassinat de Yedidia Segal : En janvier 1948, Yedidia Segal, membre de l'Irgoun, est enlevé en réponse à l'enlèvement du chef de la Haganah, Guedalia Kamenetsky. Après son interrogatoire, son corps est retrouvé avec des signes de violence près du village arabe de Tira. Selon l'Irgoun et la famille Segal, Yedidya Segal a été torturé et est mort de ses blessures ou a été assassiné lors de son interrogatoire par les inspecteurs du SHA'Y.  Selon la défense, Segal a réussi à s'évader et a été assassiné par des habitants (arabes) du village de Tira. L'enquête implique Bééri directement. Au début des années 1950, Bééri intenta contre P. Kulik, du journal Hérout un procès en diffamation, à la suite d'accusations d'avoir torturé des membres de l'Irgoun. Appelé à témoigner, Bééri répond à plusieurs des questions posées par « je ne sais pas », et a été déclaré témoin hostile. En réponse à la question sur son efficacité en tant que chef du SHA'Y, compte tenu du fait qu'il y a tant de choses qu’il ne connaît pas, il répond qu’il est inefficace et qu’il a accepté la position par ordre, à contre-cœur.
- Affaire Jules Amster : Le 14 mai 1948, l'homme d'affaires Jules Amster est arrêté et transféré au centre de détention du SHA'Y, où il est interrogé et torturé pendant 76 jours. Des télégrammes falsifiés sont produits pour incriminer son associé Abba Houshi, dirigeant syndicaliste et cofondateur de la Histadrout, dans le cadre d'une suspicion d'intelligence avec les Britanniques pendant leur mandat en Palestine.
- Meurtre d'Ali Kassem : Le 18 novembre 1948, un propriétaire nommé Ali Kassem, informateur rémunéré du SHA'Y, est assassiné. David Ben Gourion a nomme une commission d'enquête dirigée par Yaakov Shimshon Shapira, qui découvre que Bééri a donné l'ordre à David Kron de tuer Qassem et qu'il a été assassiné dans les forêts du Carmel le jour même. La commission recommande que Bééri soit démis de ses fonctions, y compris dans l'armée. Le 18 janvier 1949, il est jugé par un tribunal militaire spécial pour deux raisons : excès d'autorité et abus d'autorité contre l'un de ses subordonnés. Bééri congédie ses avocats et dirige sa défense. Il affirme qu’il a ordonné l’assassinat de Kassam parce qu’il avait très peur qu’il fuie d’Israël vers l’un des pays arabes, où il aurait pu révéler des informations vitales de sécurité. En tant que chef du SHA'Y, il s'est engagé à empêcher cela, et aucune loi n'interdisait de tels meurtres ; les services de renseignements à l'époque toléraient les exécutions. Le tribunal, mené par Yizhar Harari, ne condamne Bééri que pour excès de pouvoir. Il a été contraint de démissionner de son poste sans rétrogradation.
- Exécution de Meir Tobianski : Le 30 juin 1948, Meir Tobianski est arrêté pour trahison. Un tribunal de terrain nommé par Bééri, qui comprend trois personnes condamne à mort Tobianski et un peloton d'exécution, sous le commandement de Bééri, applique la sentence. Plus tard, il s'avère que Tobianski est innocent des faits de trahison qui lui sont reprochés. Le 15 octobre 1949, Bééri est jugé pour son rôle dans le meurtre de Tobianski, reconnu coupable d'homicide involontaire et d'incompétence. Il plaide coupable, mais convainc le tribunal de sa sincérité et, le 22 novembre de la même année, il a été condamné à une peine symbolique. Gracié par le président Chaim Weizmann, Bééri sort du procès très déprimé et vit enfermé chez lui.